# تويين أبراهام
تويين أبراهام (بالإنجليزية: Toyin Abraham)‏ ( من مواليد 5 سبتبمر 1980) واسمُها عند الولادة كان أولوتويين أيماخو (بالإنجليزية: Olutoyin Aimakhu)‏، هي مُمثلة ومُخرجة ومُنتجة نيجيرية.

## روابط خارجية
تويين أبراهام على موقع IMDb (الإنجليزية)